# Francisco Aramburu
Chico, właśc. Francisco Aramburu (ur. 7 stycznia 1922 w Uruguaianie, zm. 10 stycznia 1997 w Rio de Janeiro) – brazylijski piłkarz występujący na pozycji napastnika.
W reprezentacji Brazylii zagrał w 21 meczach (w tym 2 nieoficjalnych) i strzelił 8 goli. Wystąpił na mistrzostwach świata 1950, na których Brazylia zajęła 2. miejsce oraz Copa América 1946. Z CR Vasco da Gama pięciokrotnie zdobył mistrzostwo stanu Rio de Janeiro (Campeonato Carioca) (1945, 1947, 1949, 1950, 1952)